# S. Nallur
S. Nallur è una suddivisione dell'India, classificata come town panchayat, di 30.319 abitanti, situata nel distretto di Tirupur, nello stato federato del Tamil Nadu. In base al numero di abitanti la città rientra nella classe III (da 20.000 a 49.999 persone).

## Geografia fisica
La città è situata a 11° 06' 53 N e 77° 23' 51 E.

## Società

### Evoluzione demografica
Al censimento del 2001 la popolazione di S. Nallur assommava a 30.319 persone, delle quali 16.013 maschi e 14.306 femmine. I bambini di età inferiore o uguale ai sei anni assommavano a 3.348, dei quali 1.712 maschi e 1.636 femmine. Infine, coloro che erano in grado di saper almeno leggere e scrivere erano 22.615, dei quali 12.865 maschi e 9.750 femmine.